# Gros Cœurs
Pour plus de détails, voir Fiche technique et Distribution.
Gros Cœurs est un film belge réalisé par Pierre Joassin en 1987.

## Synopsis
Un gros cœur ce Jean-Noël Tavernier, ancien pilote professionnel amoureux de belles cylindrées et bien décidé à renouer avec sa passion de toujours grâce à une Porsche de 600 chevaux louée par une petite annonce, dans l'inconscience du guêpier dans lequel il va se fourrer. Un cœur gros aussi, partagé entre sa fille Emmanuelle et ses humeurs d'adolescente, sa top modèle de maîtresse Cléo et une épouse grincheuse qui lance à ses trousses un détective privé un peu trop zélé.

## Fiche technique
- Réalisation : Pierre Joassin
- Scénario : Pierre Joassin
- Photographie : Jean-Claude Neckelbrouck
- Monteur : Denise Vindevogel
- Ingénieurs du son : André Brugmans et Jean-Claude Boulanger
- Musique : Marc Moulin
- Origine :  Belgique
- Année : 1987
- Durée : 92 minutes
- Genre : comédie

## Distribution
- Bernard Le Coq : Jean-noël Tavernier
- Fanny Cottençon : Cléo Lemkovicz
- Ronny Coutteure : Albert dit Brabham
- Amandine Rajau : Emmanuelle dite Manu
- Isabelle Glorie : Anne-Marie Goffinet
- Jacqueline Bir : Suzanne Goffinet
- Serge Michel : Henri Goffinet
- Christophe Salengro : le detective
- Ronald Guttman : Pavel Franulovic
- Dominique Hayon : doublure de Bernard Lecoq VW (le tonneau)
- Italo Ricci : doublure de Bernard Lecoq VW
- Michel Israel : Vittorio Paluzzi, le marchand de voitures escroc